# بیلی
بیلی (به فرانسوی: Billey) یک کمون در فرانسه با جمعیت ۲۱۲ نفر است که در Canton of Auxonne واقع شده‌است.